# Masacre de la Glacière
La masacre de La Glacière tuvo lugar en el palacio papal de Aviñón la noche del 17 de octubre de 1791. El asesinato de Lescuyer, secretario de la ciudad, por parte de una multitud de "papistas" enojados por una cuestionable confiscación de bienes en el convento de Cordeliers, provocó detenciones arbitrarias de sospechosos, que seguidas de un mal juicio y la ejecución de la condena por parte de verdugos inexpertos dirigidos por el propio hijo del asesinado, provocó un verdadero baño de sangre. La salvaje masacre de La Glacière, dramatizada en grabados populares, fue traumática para la región y se popularizó entre el público lector de la Edad de la ilustración, causando gran desasosiego durante toda una generación. Jules Michelet dedicó a la masacre, dos capítulos de su Historia de la Revolución.

## Origen del nombre de la torre de la Glacière

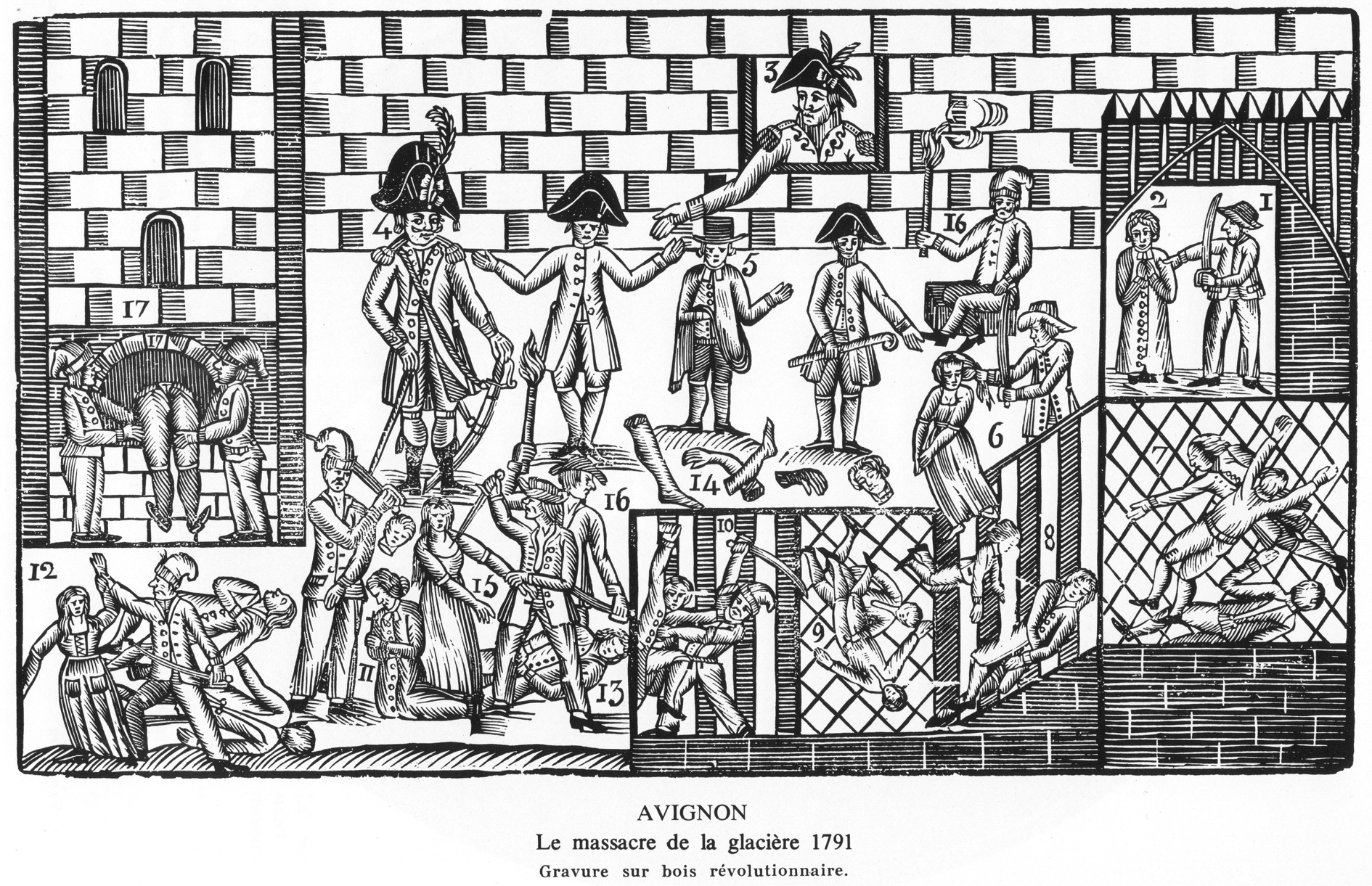
Barretinas: Masacre de la Glacière, grabado s.XVIII.

El nombre primitivo era, torre de las letrinas y, databa de la estancia de los papas. La torre se encuentra en la fachada este del antiguo palacio, en el lado sur y directamente junto a la torre Trouillas. Había dos pisos de letrinas que se correspondían con las dos galerías del claustro. Su fosa se regaba recogiendo el agua de lluvia del claustro y desaguaba en un gran alcantarillado antes de desembocar en el Durançole y en el Ródano. Esta fosa se utilizaba como nevera arificial en tiempos del papado y pasó a la posteridad con el nombre de Tour de la Glacière, después de la masacre de octubre de 1791. En la parte superior de la torre había la residencia del capitán del palacio. Paralelamente, en el volumen 7 de su Dictionnaire raisonné de l’architecture française du XIe au XVIe siècle, Viollet-le-Duc bautizó esta torre con el nombre de Tour de l'Estrapade en memoria de la masacre. 

## Antecedentes

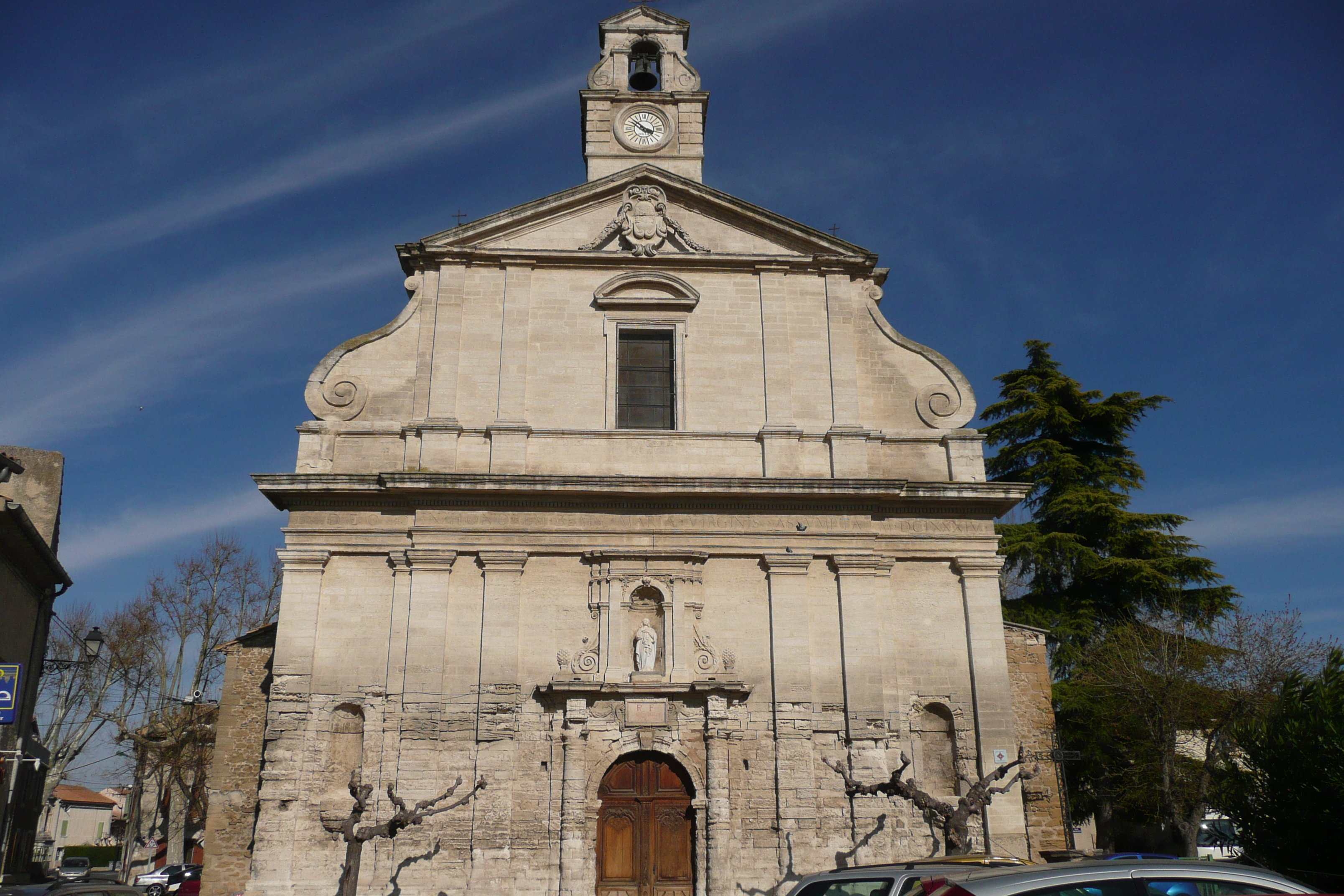
La iglesia de Saint-Laurent de Bédarrides en la que se votó la adhesión del condado Venaissin y Aviñón a Francia

Los avances y las conquistas políticas de la Revolución, tanto en París como en todas las provincias, habían despertado pasiones en Aviñón y en el Condado Venaissin. La ciudad papal, gobernada por el vice-legado de Roma, continuó siendo el único enclave extranjero soberano en el territorio francés. Los Avinyoneses pro-franceses, que habían adoptado la constitución francesa, escogieron un nuevo consistorio el 14 de marzo de 1790 y, expulsaron al vice-legado Filippo Casoni el siguiente 23 de junio
Se escogió un nuevo consistorio el 23 de noviembre de 1790, con un comerciante al frente, Antoine-Agricol Richard. Era del partido de los" moderados " y se unió pronto al bando de los " papistas ". A pesar de las reticencias de la representación nacional francesa a anexionar Aviñón y el Condado, los "patriotas pro-república" se reunieron en la iglesia de Saint-Laurent en Bédarrides, el 18 de agosto de 1791 y votaron su vinculación a Francia por una fuerte mayoría: el recuento de las urnas ascendió a 101046 votos favorables a la anexión, de un total de 152919.
Este acto se considera uno de los primeros en expresar el "derecho de los pueblos a la autodeterminación". El 14 de septiembre de 1790 ante este hecho consumado, la Asamblea Constituyente proclamó que los estados de Aviñón y el Condado habían pasado a formar "parte integral del Imperio francés".

## Hechos
Pero los hechos acaecidos, suscitaron la reacción de una parte de la población que permaneció fiel al gobierno papal. La Asamblea Constituyente prefirió evitar conflictos con el Papa, dejando la decisión al rey Luis XVI, que era competente en materia diplomática. A pesar de que la propuesta de los "patriotas" fue rechazada, los desórdenes que siguieron durante mucho tiempo entre los dos partidos enfrentados, el de los revolucionarios contra el de los aristócratas unido al clero refractario provocó una grave tragedia: el administrador Lescuyer, sospechoso infundadamente de haber organizado la incautación de los bienes papales, fue linchado por una multitud de contrarrevolucionarios en octubre de 1791; se cree que entre ellos estaba el ex alcalde de la ciudad.
En represalia, unas sesenta personas fueron encerradas en la Glacière, una de las torres del Palacio de los Papas de Aviñón, por iniciativa del líder revolucionario Mathieu Jouve Jourdan y allí masacradas y mutiladas. Algunas de las víctimas fueron asesinadas personalmente, por el hijo de 16 años de Lescuyer. El organizador de la masacre, Jourdan fue juzgado por un tribunal revolucionario, amnistiado en 1792 bajo presión del partido jacobino y finalmente ejecutado el 27 de mayo de 1794.